# Tramadol

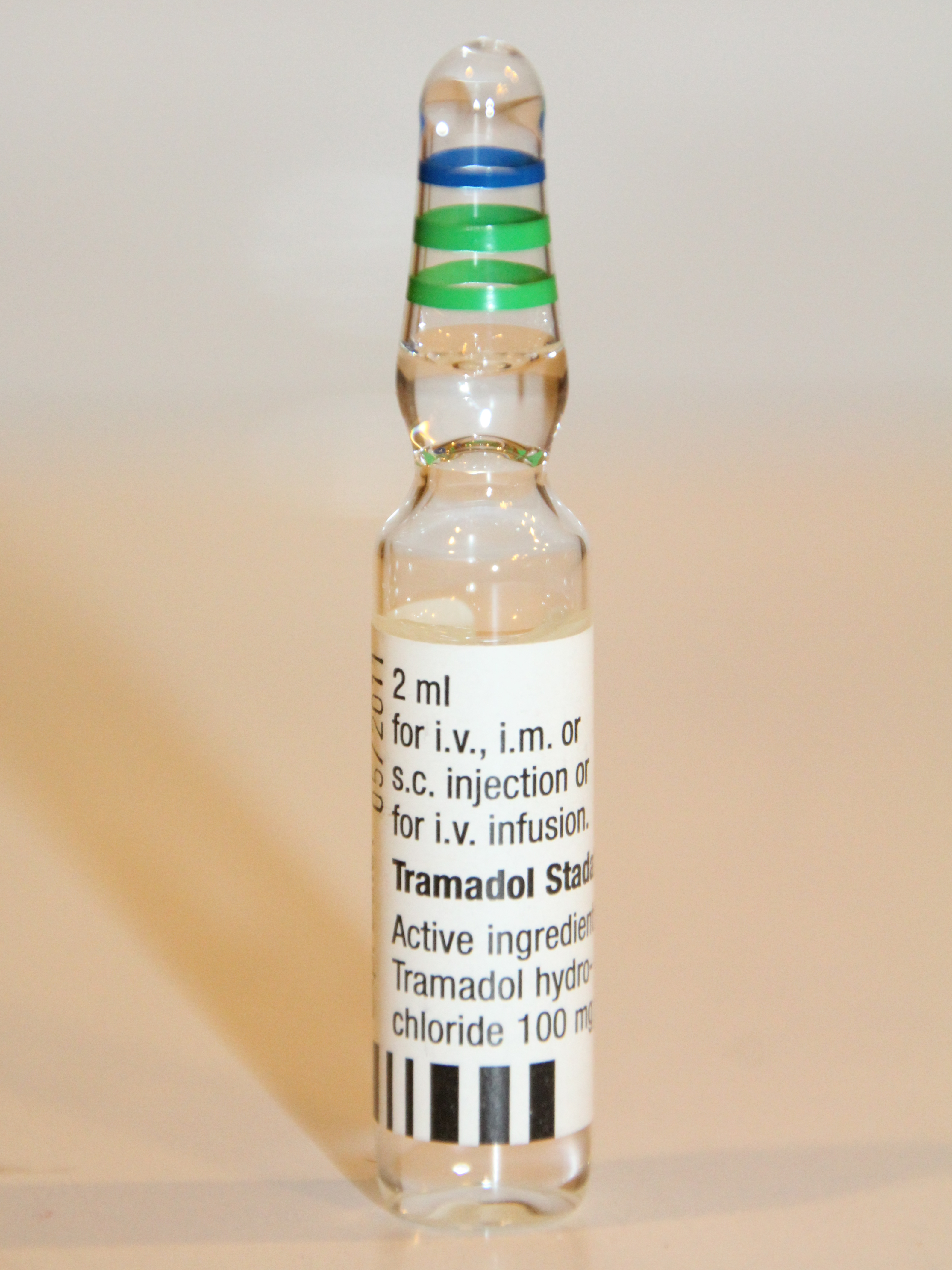
Tramadol HCl

El tramadol es un analgésico opioide atípico, indicado en dolor moderado, o cuando los AINE (antiinflamatorios no esteroideos) no son suficientes para calmar el dolor.
Es agonista en receptores opioides postsinápticos y alfa-2 presinápticos.
Es un fármaco pleiotrópico porque tiene tres mecanismos de acción para producir analgesia:
- la unión del tramadol y el metabolito activo O-desmetilado M1 a los receptores opioides, siendo uniones de baja afinidad y alta afinidad respectivamente.
- inhibición de la recaptación de noradrenalina.
- inhibición de la recaptación de serotonina.[1][2]

## Historia
En 1962, el químico alemán Kurt Flick, de la farmacéutica Grünenthal, en su búsqueda por encontrar un supresor de tos que no tuviese los efectos negativos de los opioides, modificó la estructura química de la codeína (principio activo obtenido de la amapola) y sintetizó por primera vez el tramadol.
La crisis de la talidomida, fármaco sintetizado en el mismo laboratorio que el tramadol, paralizó la investigación hasta que el 1977 el médico Ernst-Günther Schenck lo comercializó y popularizó.
En 1995 fue aprobado y desde entonces es uno de los analgésicos opioides más recetados de Estados Unidos.

## Farmacocinética

### Vías de administración
Se administra por vía oral, intramuscular, subcutánea e intravenosa.

### Absorción
Tras la administración oral, se absorbe más de un 40 % de la dosis independientemente de la ingestión simultánea de otros medicamentos.
El tramadol se degrada en un 30 % por efecto del primer paso. Inicialmente tiene una biodisponibilidad del 68 al 84 %, que aumenta al 100 % después de varias dosis.
La biodisponibilidad es variable dependiendo del paciente, ya que aumenta con la edad y disminuye en pacientes con insuficiencia renal o hepática.
La vida media de la fase de absorción es 0,38 ± 0,18 
pero su concentración plasmática máxima se alcanza 3 horas después de la administración.

### Distribución
El tramadol tiene un volumen de distribución de 2,6 L/kg en hombres y 2,9 L/kg en mujeres después de la administración de 100 mg intravenosos (2,5-3,0 L/kg).
Esto se debe a su elevada afinidad a tisular (203 ± 40 L) 
Por lo tanto, una vez administrado se distribuye a los tejidos, especialmente en tejido adiposo por su naturaleza lipofílica, y el 20 % se une a proteínas plasmáticas cuya saturación es independiente a la concentración hasta 10 ± 40 L.
El fármaco alcanza su concentración máxima a las 2 horas, y las concentraciones de equilibrio se alcanzan 2 días después de iniciar el tratamiento con dosis múltiples.
Adicionalmente, el fármaco atraviesa la barrera hematoencefálica y placentaria, además se ha detectado pequeñas dosis del mismo en leche materna al 0.1 %, como también de su metabolito O-desmetil tramadol al 0.02 %.

### Metabolismo y metabolitos
Es metabolizado en el hígado por las isoenzimas CYP3A4, CYP2D6 y CYP2B6.
Sufre procesos de O-desmetilación y N-desmetilación, así como por la conjugación con ácido glucurónico, formando así a su principal metabolito (M1) O-desmetil tramadol (ODT).
Únicamente el O-desmetil tramadol es farmacológicamente activo. Existen considerables diferencias cuantitativas interindividuales entre los demás metabolitos. Hasta ahora se han identificado 11 metabolitos en la orina.

### Excreción
El 90 % del tramadol y sus metabolitos se eliminan por la orina, el 9 % por las heces y un pequeño porcentaje por la bilis.
Sin importar la vía de administración, la vida media de eliminación (t½) es de 6 horas aproximadamente. En caso de insuficiencia de las funciones hepáticas y renal la vida media puede prolongarse ligeramente.
El perfil farmacocinético del tramadol es lineal dentro del margen de dosificación terapéutico. La relación entre las concentraciones séricas y el efecto analgésico es la dosis dependiente.

## Farmacodinámica

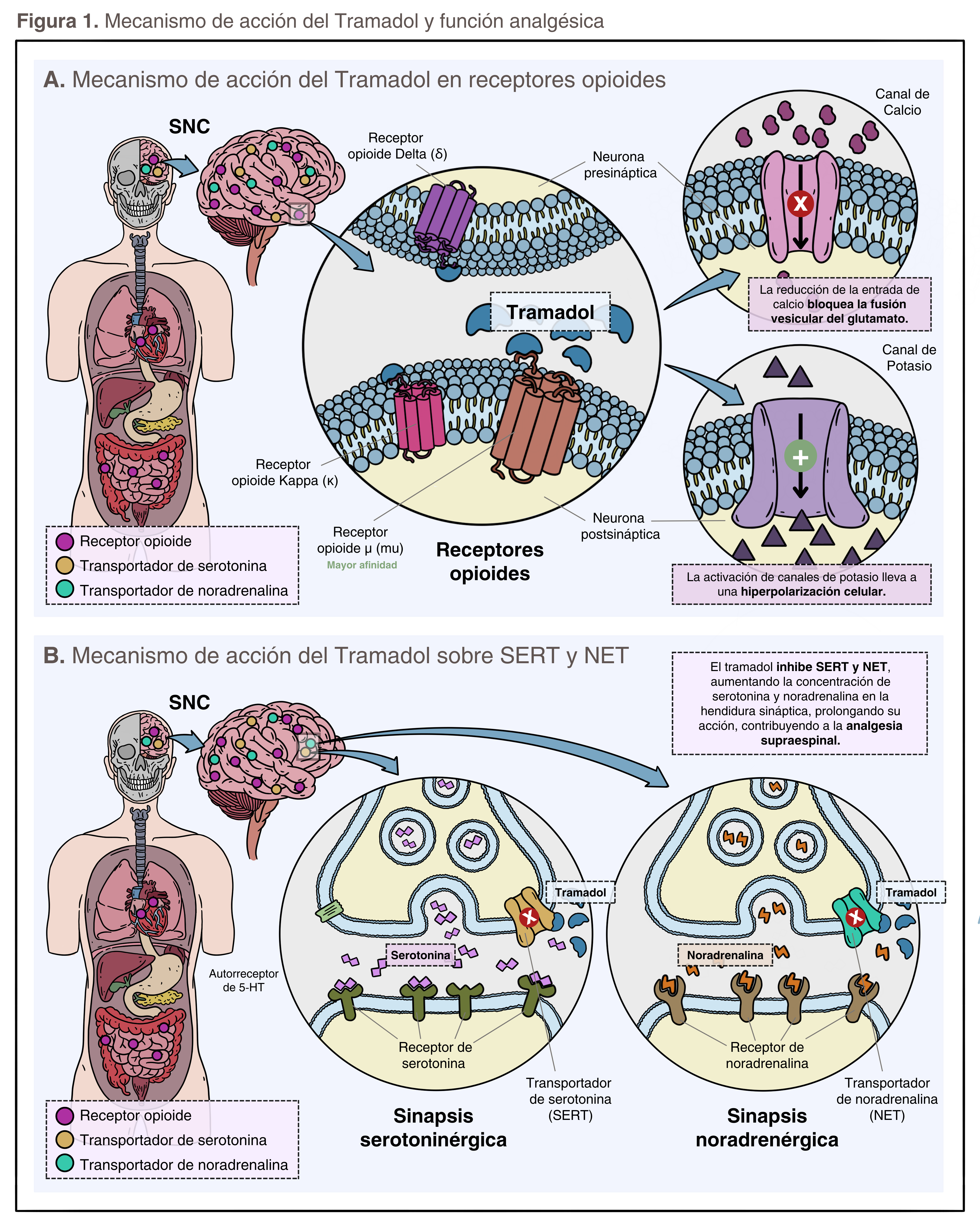
Mecanismos de acción del tramadol

### Mecanismo de acción
La mezcla racémica de (+) dextro y (-) levo enantiómero del tramadol tiene un efecto analgésico sinérgico. El enantiómero (+) del tramadol actúa como agonista del receptor opioide μ y por inhibición de la recaptación de serotonina, mientras que el enantiómero (-) inhibe la recaptación de noradrenalina. En el asta dorsal de la médula espinal la noradrenalina a través de los receptores a2 y la serotonina a través de los receptores 5 HT -pre y postsinápticos actúan inhibiendo la liberación presináptica de neurotransmisores excitatorios e hiperpolariza la neurona postsináptica relacionada con la nocicepción. El metabolito O-desmetil tramadol (M1) del tramadol también muestra acción analgésica al actuar como agonista débil opioide.
Además, el tramadol tiene una serie de efectos sobre los mediadores inflamatorios e inmunitarios implicados en la respuesta al dolor. Esto incluye efectos inhibidores sobre las citocinas, la prostaglandina E2 (PGE2), el factor nuclear-κB y las células gliales, así como un cambio en el estado de polarización de los macrófagos M1.

### Efectos farmacológicos

#### Efecto analgésico
El tramadol ejerce su efecto analgésico principalmente a través de dos mecanismos complementarios. Primero, actúa sobre receptores opioides en el sistema nervioso central, modulando la percepción del dolor. Este efecto se potencia mediante la formación de su metabolito activo, (+)-M1, catalizado por la enzima CYP2D6. Además, el tramadol inhibe la recaptación de neurotransmisores como la serotonina y la noradrenalina, aumentando su disponibilidad en las sinapsis neuronales.

#### Efecto respiratorio
Los efectos secundarios del tramadol son náuseas, vómitos, mareos, sequedad de la boca, sedación y cefalea. El tramadol puede causar convulsiones o exacerbarlas en pacientes con factores predisponentes.

#### Efecto gastrointestinal
Los efectos secundarios del tramadol son náuseas, vómitos y estreñimiento. El grado de estreñimiento es menor que el observado después de dosis equivalentes de codeína. Las náuseas inducidas por tramadol son en realidad más frecuentes (40%) que con otros opioides. 

### Interacciones
| Fármaco                 | Resultado de la interacción con tramadol |
| ----------------------- | --- |
| Morfina                 | Depresión respiratoria/muerte: El uso combinado de opioides con benzodiacepinas u otros fármacos que deprimen el SNC, como la morfina, ha provocado efectos secundarios graves, como respiración lenta o difícil y muertes (D) |
| Fenobarbital            | Depresión respiratoria/muerte: El uso combinado de opioides con benzodiacepinas u otros fármacos que deprimen el SNC, como el fenobarbital, ha provocado efectos secundarios graves, como respiración lenta o difícil y muertes (D) |
| Escitalopram/fluoxetina | Síndrome serotoninérgico: puede incluir síntomas como confusión, alucinaciones, convulsiones, cambios extremos en la presión arterial, aumento de la frecuencia cardíaca, fiebre, sudoración excesiva, escalofríos o temblores, visión borrosa, espasmos o rigidez muscular, temblores, falta de coordinación, calambres estomacales, náuseas, vómitos y diarrea (D) |
| Ondansentrón            | Síndrome serotoninérgico y disminución del efecto analgésico del tramadol (C) |
| Celecoxib               | Toxicidad: El celecoxib puede aumentar los niveles sanguíneos y los efectos del tramadol. (D) |
| Clonazepam              | Depresión respiratoria/muerte: El uso combinado de opioides con benzodiacepinas u otros fármacos que deprimen el SNC ha provocado efectos secundarios graves, como respiración lenta o difícil y muertes (D) |
| Inhibidores del CYP2D6  | Reducción de los efectos terapéuticos por disminución del metabolito M1. Inhibidores del CYP2D6 son amiodarona, quinidina, fluoxetina, paroxetina y bupropión |
| Inhibidores del CYP3A4  | Convulsiones, síndrome serotoninérgico y depresión respiratoria por acumulación del metabolito M1. Inhibidores del CYP3A4 son eritromicina, ketoconazol, etc |
| Inductores del CYP3A4   | Reducción de los efectos terapéuticos por disminución del metabolito M1. Inductores del CYP3A4 son rifampicina, fenitoína o carbamazepina. |

## Uso clínico

### Dolor agudo y crónico
El tramadol se usa en dolor agudo y crónico. En el dolor agudo, proporciona alivio en casos como el dolor postoperatorio o fracturas. También es efectivo en el manejo del dolor crónico, ocasionado por enfermedades como osteoartritis y fibromialgia.

### Dolor Oncológico
En pacientes con dolor crónico relacionado con el cáncer, el tramadol se utiliza como parte del tratamiento analgésico multimodal. En el tratamiento del dolor en el paciente oncológico, se indica una dosis inicial de 50 mg cada 6-8 horas, con una dosis máxima de 400 mg diarios repartidos cada 6-8 horas.

### Dolor neuropático
El dolor neuropático está producido por una lesión del sistema nervioso por compresión tumoral, infiltración de un nervio periférico o médula espinal o por una lesión nerviosa o medular secundaria a cirugía, radioterapia o quimioterapia. En el tratamiento del dolor neuropático, se ha encontrado que el tramadol tiene un efecto beneficioso en el alivio del dolor en personas con dolor neuropático moderado o severo.

## Efectos adversos

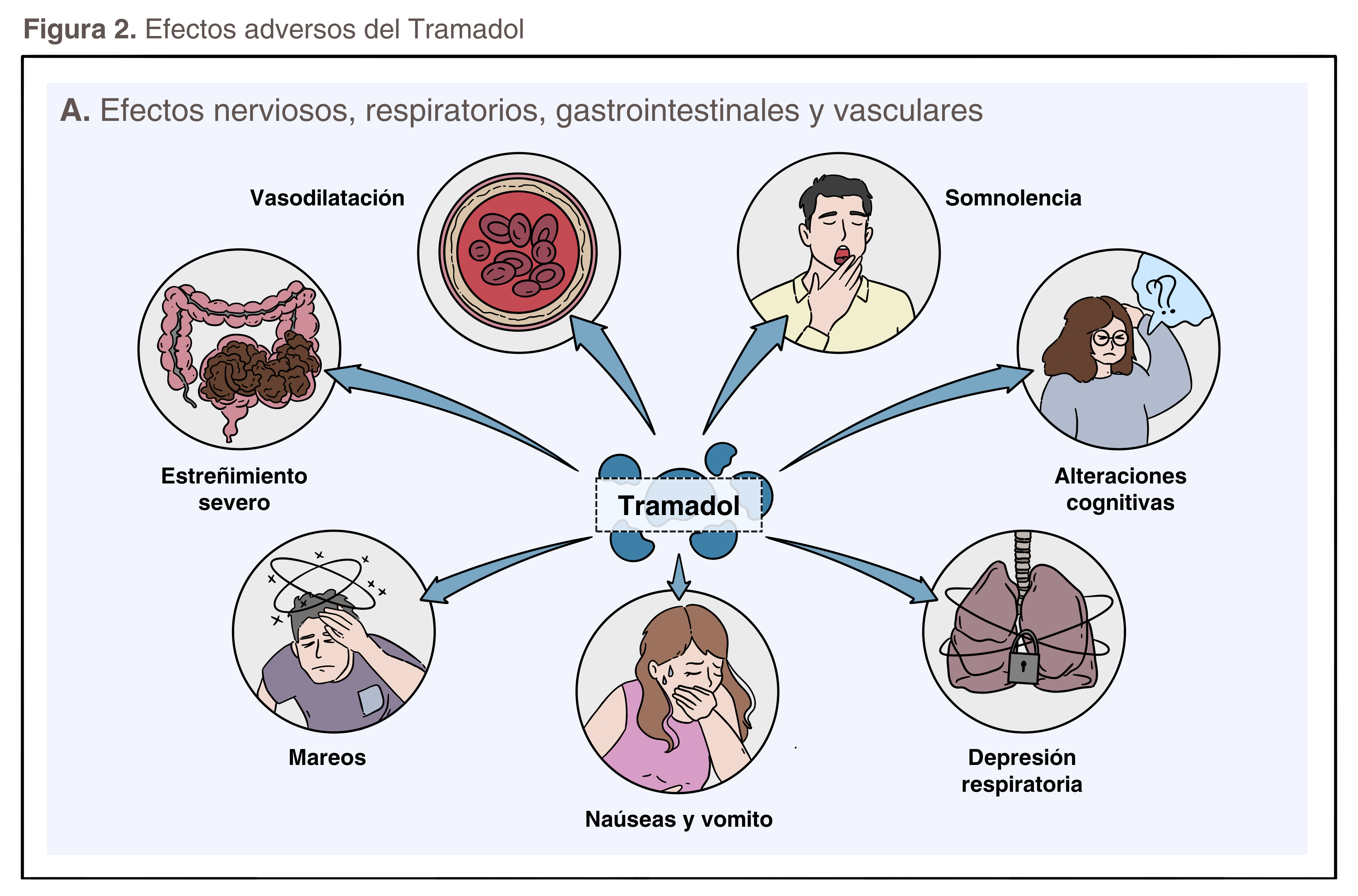
Efectos adversos del tramadol

Para la evaluación de las reacciones adversas (RAM) se tienen en cuenta los criterios de la CIOSM.
| Grupo CIOSM     | Tipo de reacción                                     |
| --------------- | ---------------------------------------------------- |
| Muy frecuentes  | Náuseas, mareos, somnolencia                         |
| Frecuentes      | Estreñimiento, vómitos, dolor de cabeza              |
| Poco frecuentes | Sequedad de boca, sudoración                         |
| Raros           | Hipotensión ortostática, reacciones alérgicas graves |
| Muy raros       | Convulsiones, síndrome serotoninérgico               |

## Contraindicaciones
- Embarazo: El tramadol atraviesa la barrera placentaria, se deben considerar los riesgos potenciales tanto para la mujer embarazada como para el feto asociados con el uso de opioides durante el embarazo. El uso prolongado de tramadol durante el embarazo puede provocar un síndrome de abstinencia de opioides neonatal potencialmente mortal. Categoría C.[5][21]
- Lactancia: La excreción de tramadol en la leche es baja y se excretan cantidades aún más bajas del metabolito activo, O-desmetiltramadol. Con la dosis materna habitual, la cantidad excretada en la leche materna es mucho menor que la dosis que se ha administrado a los recién nacidos para la analgesia y es poco probable que afecte negativamente a los lactantes.[5]
- Íleo paralítico: El tramadol puede empeorar el estreñimiento severo al ralentizar la actividad intestinal.[22]
- Antecedentes de asma o depresión respiratoria: El tramadol puede causar depresión respiratoria, por lo cual estos pacientes debería evitar su uso.[5]

### Sobredosis
Los síntomas de sobredosis de opioides, como miosis, depresión respiratoria y alteración del estado mental, se pueden observar en casos de intoxicación por tramadol. A diferencia de los opioides tradicionales, el tramadol puede inducir hipertensión, taquicardia y convulsiones en caso de intoxicación.
La naloxona se ha utilizado para revertir los efectos del SNC en una sobredosis de tramadol puro. Se pueden administrar 50 g de carbón activado al paciente alerta y cooperativo que ha ingerido >1,5 gramos de tramadol de liberación sostenida en 2 horas.

### Presentaciones
El tramadol está disponible en varias formas farmacéuticas:
- Solución para inyección intravenosa, intramuscular o subcutánea: Contenida en ampollas de 50 mg (1 ml) o 100 mg (2 ml) de tramadol.
- Comprimido oral de 50 mg de liberación inmediata
- Supositorio de 100 mg de liberación inmediata
- Gotas de 50 mg (50 mg = 5 ml= 20 gotas) de liberación inmediata
- Comprimido oral de liberación prolongada (100mg/150mg/200mg)

## Usos veterinarios
Tramadol se utiliza en pacientes veterinarios para aliviar el dolor, a menudo en condiciones crónicas como la osteoartritis y el cáncer, o en asociación con el comportamiento problemático como lamida persistente o mordisqueo de una parte del cuerpo. También se puede usar para ayudar a aliviar el dolor después de una cirugía mayor.

## Otros usos

### Usos no incluidos en el registro sanitario (Off Label)

#### Eyaculación precoz
Se ha demostrado que el tramadol funciona como antagonista del receptor 5-HT2C y su efectividad en el tratamiento de la eyaculación precoz se debe a la neuromodulación de los receptores de serotonina y norepinefrina.

#### Síndrome de piernas inquietas
El síndrome de las piernas inquietas, también llamado enfermedad de Willis-Ekbom, síndrome de las piernas inquietas primario o síndrome de las piernas inquietas idiopático, es un trastorno neurológico que provoca sensaciones incómodas o desagradables en las piernas y un deseo incontrolable de moverlas. El tramadol es eficaz en casos graves de SPI, y puede administrarse en régimen diario.

### Uso recreacional
El tramadol es utilizado para calmar los dolores fuertes por su capacidad para activar los receptores opioides μ en el cerebro, induciendo efectos eufóricos y relajantes similares a otros opioides. Estos efectos, que incluyen sensaciones de bienestar y placer, son buscados por quienes persiguen experiencias recreativas. No obstante, este uso no médico conlleva un riesgo significativo de adicción, sobredosis y efectos adversos graves, como depresión respiratoria. El tramadol es el opioide de más abuso en África.

## Controversias

### Toradol y tramadol
Toradol y tramadol son medicamentos recetados aprobados por la FDA para tratar el dolor, aunque Toradol es un antiinflamatorio no esteroideo para el dolor agudo y tramadol un opioide para el dolor intenso. Sus nombres similares pueden causar confusiones y errores de medicación graves, como ha ocurrido con otros fármacos de nombres parecidos, lo que ha llevado a muertes e intoxicaciones.

### Prohibición del tramadol en el ciclismo
La Agencia Mundial Antidopaje (AMA) prohibió el tramadol en el ciclismo a partir del 1 de enero del 2024. Aunque la unidad de ciclismo internacional ya lo había prohibido desde 2019, la AMA decidió incluirlo en su lista de sustancias prohibidas debido a evidencias de que mejora el rendimiento. Un estudio con 27 ciclistas en el año 1985 mostró que aquellos que tomaron 100 mg de tramadol completaron una contrarreloj de 25 millas un 1.3% más rápido y con una potencia media más alta (+9 W) en comparación con un placebo, debido a la reducción en la percepción del esfuerzo.

### Adicción al tramadol
El riesgo de adicción aumenta con el uso prolongado de tramadol, antecedentes personales y familiares de abuso de sustancias, y la presencia de trastornos mentales como depresión y ansiedad. Un estudio realizado en Colombia sobre el riesgo de adicción a tramadol en pacientes con dolor crónico no oncológico, se obtuvieron los siguientes resultados en la muestra poblacional de 76 participantes, de los cuales el 57,9% de los sujetos eran mujeres y 55,20% estaban entre 29 a 59 años. Se identificó un riesgo de adicción moderado en el 9.09% de las mujeres y en el 37,05% de los hombres. La presencia de otras enfermedades como ansiedad y trastorno de estrés postraumático aumentó el riesgo de adicción severa en el 6,06% de los hombres.